# Зильбер, Анатолий Петрович
Анато́лий Петро́вич Зи́льбер (13 февраля 1931, Запорожье — 25 апреля 2023, Петрозаводск) — советский и российский врач, организатор службы интенсивной терапии, анестезии и реанимации в Карелии (ИТАР). Автор концепции медицины критических состояний (МКС) (1989).
Заслуженный деятель науки РСФСР (1989), доктор медицинских наук (1969), профессор (1973), действительный член общественных академий Российской медико-технической академии (1997) и Академии проблем безопасности, обороны и правопорядка РФ (2007).

## Биография
B 1948 году окончил школу в Ташкенте. Выпускник I Ленинградского медицинского института 1954 года.
С 1954 года — главный врач медсанчасти завода «Авангард» в Петрозаводске. В дальнейшем — хирург, а затем (1957) анестезиолог Республиканской больницы Карельской АССР. В 1959 г. создал одно из первых в стране отделений ИТАР. С этого года — главный анестезиолог Министерства здравоохранения КАССР. В 1966 году организовал первый в СССР самостоятельный курс анестезиологии-реаниматологии (с 1989 года — кафедра) в Петрозаводском государственном университете, стал его заведующим.
Организатор Петрозаводских ежегодных учебно-методических Семинаров МКС (с 1964 года). Основные направления научной работы: клиническая физиология и интенсивная терапия критических состояний, клиническая физиология дыхания, пропаганда гуманитарных основ обучения и практики врачей, изучения деятельности врачей, прославившихся вне медицины (т. н. медицинский труэнтизм).
Скончался 25 апреля 2023 года на 93-м году жизни.

## Научные труды
Автор более 460-ти печатных работ, в том числе 53-х монографий.
- Зильбер А. П. Операционное положение и обезболивание. — Петрозаводск, 1961
- Зильбер А. П. Регионарные функции лёгких. — Петрозаводск, 1961
- Зильбер А. П. Клиническая физиология в анестезиологии и реаниматологии. — М.,, 1984. — 486 с.
- Зильбер А. П. Дыхательная недостаточность. — М., 1989.
- Зильбер А. П. Трактат об эйтаназии. — Петрозаводск: ПетрГУ, 1998. — 464 с.
- Зильбер А. П. Этюды критической медицины. В 4 т. — Петрозаводск, 1995—1998.
- Зильбер А. П. Этика и закон в медицине критических состояний. — Петрозаводск: Изд-во Петрозаводского университета, 1998. — 560 с.
- Зильбер А. П. Кровопотеря и гемотрансфузия. Принципы и методы бескровной хирургии. — Петрозаводск: Издательство Петрозаводского государственного университета, 1999. — 114 с. — 5000 экз. — ISBN 5-8021-0057-5.
- Зильбер А. П. Этические и юридические проблемы гемотрансфузии. Пособие для врачей. — Минздрав РФ, 2001.
- Зильбер А. П. Реанимация и интенсивная терапия. — М., 2007.

## Награды и звания
Почётный и действительный член Правления Федерации анестезиологов и реаниматологов РФ, заслуженный врач Карельской АССР (1968), заслуженный деятель науки РСФСР (1989), почётный работник высшего профессионального образования РФ (2000), народный врач Республики Карелия (2001), кавалер ордена Дружбы, ордена Почёта и ордена «Сампо» (2019). Почётный гражданин Республики Карелия (2021).
Награждён Орденом Пирогова в феврале 2022 года.